# The Stalking Moon
The Stalking Moon (conocida en español como La noche de los gigantes en España y La noche de la emboscada en México) es un wéstern estadounidense de 1968 dirigida por Robert Mulligan y protagonizada por Gregory Peck y Eva Marie Saint.

## Argumento
En Arizona, el año 1881. Sam Varner, un veterano explorador del ejército consigue junto al ejército atrapar a una tribu apache. Entre los apaches hay una mujer blanca, Sarah Carver, y su hijo mestizo. Hace 10 años Sarah Carver fue raptada por los apaches y su familia exterminada. Ahora él, a punto de retirarse del ejército, la ayuda a volver a casa. Sin embargo un apache renegado y muy temido llamado Salvaje empieza a dejar un rastro de muertos por la región matando también a soldados del ejército acercándose también más y más a ellos. Resulta que el hijo de Sarah es el hijo de ese indio y que está buscándolo mientras que Sarah está huyendo de él con su hijo. 
Por sus atrocidades Sam los lleva a su rancho en Nuevo México para protegerles y, sabiendo que aparecerá a través de su alumno en exploración, y además amigo, Nick Tana, que le informa que Salvaje se está acercando, él se prepara para combatirle a muerte allí por todo lo que hizo. Allí ocurre finalmente el combate. En ese combate a muerte Salvaje consigue matar a Ned, su capataz, y a Nick, pero él puede herirlo cuando intenta entrar en su casa. Entonces Salvaje huye a los alrededores teniendo a Sam en sus talones. Sabiendo que le persigue, Salvaje consigue atacarle por sorpresa, lo que lleva a que ambos finalmente se enfrenten cara a cara a muerte. En esa lucha Sam, a muy duras penas, consigue matarlo.
Luego él, herido, vuelve a su rancho, donde Sarah, que se quedó atrás para proteger a su hijo y el rancho ante una eventual sorpresa de Salvaje, aparece para ayudarlo a entrar en casa y curarle estando ambos finalmente aliviados que la pesadilla ha terminado por fin.

## Reparto
- Gregory Peck - Sam Varner
- Eva Marie Saint - Sarah Carver
- Robert Forster - Nick Tana
- Noland Clay - Chico
- Russell Thorson - Ned
- Frank Silvera - Mayor
- Lonny Chapman - Purdue
- Lou Frizzel - Maestro de estación
- Henry Beckman - Sargento Rudabaugh
- Charles Tyner - Dace
- Richard Bull - Doctor
- Sandy Brown Wyeth - Rachel
- Joaquín Martínez - Julio
- Boyd 'Red' Morgan - Shelby
- James Olson - Oficial de caballería
- Nathaniel Narcisco - Salvaje

## Producción
La película está basada en la novela homónima de TV Olsen. Al principio había planes para que George Stevens hiciese la obra cinematográfica, pero él decidió dejar el proyecto a un lado debido a problemas de guion. De esa manera se marcó entonces el reencuentro entre el director Robert Mulligan, el productor Alan J. Pakula y el actor Gregory Peck después de su colaboración en Matar a un ruiseñor (1962) seis años antes.
Al principio se pensó en dar a Patricia Neal el papel de la protagonista, pero, como se decidió por otra película, Eva Marie Saint se convirtió al final en la actriz protagonista del filme. Una vez solucionado el casting, se filmó la película en Bavispe en el desierto de Sonora, México, en Red Rock Canyon, Nevada , en el Valle de Fire State Park que está en la ruta 169 de Overton, Nevada, y en los estudios Samuel Goldwyn en Santa Mónica Boulevard en West Hollywood, Hollywood.

## Recepción
La película fue un fracaso de taquilla aunque fue bien recibida por parte de la crítica.